# Pachnobia kurentzovi
Pachnobia kurentzovi är en fjärilsart som beskrevs av Vladimir S. Kononenko 1984. Pachnobia kurentzovi ingår i släktet Pachnobia och familjen nattflyn. Inga underarter finns listade i Catalogue of Life.